# Uva (sjö i Ristijärvi, Kajanaland, Finland)
Uva eller Iso Uva är en sjö i Finland. Den ligger i kommunen Ristijärvi i landskapet Kajanaland, i den centrala delen av landet, 500 km norr om huvudstaden Helsingfors. Uva ligger 153,9 meter över havet. Den är 23 meter djup. Arean är 4,2 kvadratkilometer och strandlinjen är 14,52 kilometer lång. Sjön  ingår i Uleälvens huvudavrinningsområde.   Den sträcker sig 4,7 kilometer i nord-sydlig riktning, och 3,1 kilometer i öst-västlig riktning.